# 中華人民共和國第十一屆全運會皮划艇激流迴旋比賽
中華人民共和國第十一屆全運會的皮划艇激流迴旋比賽在2009年10月17日至10月20日於日照激流回旋赛场進行，該項目共設4個小項，決賽分別於10月18日及10月20日進行，共產出4面金牌。所有參賽運動員均必需通過預賽方能取得全運會賽事的資賽資格。

## 預賽
十一運會的皮划艇激流迴旋小項預賽於2009年5月28日至5月31日，在广东河源舉行。賽會規定若其中的小項有15隊或以的隊伍與參，則淘汰排名最低的5隊，而其餘的隊伍均可取得全運會的參賽資格。而少於15隊參與的小項，則以成績最佳的首10位晉身全運會賽事。

## 獎牌分佈

### 男子
| 項目                 | 金牌 | 金牌 | 银牌 | 银牌 | 铜牌 | 铜牌 |
| 皮艇激流回旋 （K-1） |      |      |      |      |      |      |
| 双旋划激流回 （C-2） |      |      |      |      |      |      |
| 单划激流回旋 （C-1)  |      |      |      |      |      |      |

### 女子
| 項目                 | 金牌 | 金牌 | 银牌 | 银牌 | 铜牌 | 铜牌 |
| 皮艇激流回旋 （K-1） |      |      |      |      |      |      |

## 資料來源
1. ↑  .   [2009-03-18]. （原始内容存档于2009-03-11）.